# إيدي آير
إيدي آير (بالإنجليزية: Eddie Eyre؛ مواليد 24 يوليو 1988) هو مُمثل بريطاني.

## وصلات خارجية
- إيدي آير على موقع IMDb (الإنجليزية)